# Jugend-Klasse
Die Jugend-Klasse war eine Serie von neun kombinierten Versorgungs- und Wohnschiffen des Projekts 62, die in der DDR entwickelt und von der Peene-Werft in Wolgast gebaut wurde. Die Schiffe wurden in der Volksmarine als Schwimmender Stützpunkt bezeichnet.

## Geschichte
Parallel mit dem Aufbau der Schnellboot-Brigaden in der 6. Flottille begann 1958 die Entwicklung eines neuen Schiffstyps, der für die Unterbringung und Betreuung der Besatzungen, die Versorgung mit Betriebsstoffen, Munition und Proviant sowie zur Aufnahme einer Stabsabteilung eingerichtet war. Mit dem Bau der Schiffe wurde 1959 begonnen und der erste Schwimmende Stützpunkt konnte im August 1961 für die 6. Flottille in Dienst gestellt werden. Von den nachfolgenden Einheiten kamen einige auch beim Wissenschaftlich-Technischen Zentrum (WTZ) in Wolgast zum Einsatz.
Von 1984 an wurden die Schiffe außer Dienst gestellt und durch Neubauten der Ohre-Klasse (Projekt 162) ersetzt.

## Ausstattung
Der pontonartige Schiffskörper hatte keinen eigenen Antrieb und musste mit Schleppern zum Einsatzort überführt werden. Die Einrichtungen verteilten sich über folgende Decks:
- Unteres Deck mit Munitionsladeräumen, Maschinenräumen, Kombüse mit separatem Kühlraum und Messe für die Mannschaften.
- Mittleres Deck (Hauptdeck) mit Unterkünften für die Mannschaften, Waffenkammer und diversen Werkstätten.
- Oberes Deck mit Kammern und Messen für die Unteroffiziere und Offiziere, Waffenkammer und Funkraum. Achtern waren zwei Schiffskrane montiert und die Beiboote gelagert.
- Oberdeck mit Kommandobrücke für die Ruderanlage zur Unterstützung der Schlepper, Wachstand, Antennen und zwei 25-mm-L/70-Flugabwehrkanonen.

In den Maschinenräumen standen drei Dieselgeneratoren für die elektrische Eigen- und Fremdversorgung. Bei Bedarf konnten auch Druckluft und Dampf an die längsseits liegenden Boote abgegeben werden. Einige Einheiten hatten Laderäume für bis zu 20 Torpedos und eine Torpedoregelstelle. Die Beladung mit Betriebsstoffen, Munition und Proviant wurde dem jeweils zu versorgenden Schnellboottyp angepasst.

## Einheiten

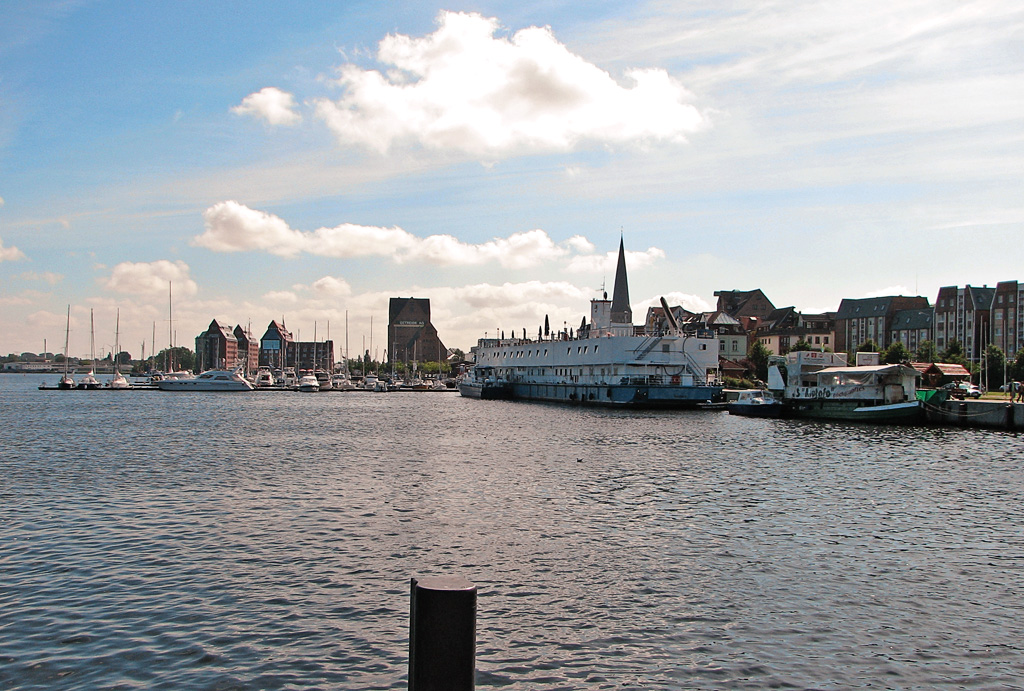
Restaurantschiff Warnowschiff im Rostocker Stadthafen (2005)

Die Schwimmenden Stützpunkte hatten keinen Schiffsnamen und wurden nur nach ihrer Schiffskennung bezeichnet, die entsprechend der Verbandszugehörigkeit jeweils neu vergeben wurde.
| Bau-Nr. | Schiffskennungen                         | Indienststellung | Außerdienststellung | Verbleib                                       |
| ------- | ---------------------------------------- | ---------------- | ------------------- | ---------------------------------------------- |
| 91      | H 64, H 94, H 92, H 12                   | August 1961      | 31. Oktober 1986    | Abwrackwerft                                   |
| 92      | H 02, N 82, N 62, N 82                   | 1961             | 15. Mai 1990        | Asylanten-Wohnschiff in Hamburg-Harburg        |
| 93      | H 62, H 92, H 96, H 52                   | 1961             | 20. September 1985  | Peene-Werft                                    |
| 100     | H 13, H 66, H 96, H 94, H 32, N 82       | 1962             | 7. Dezember 1987    | Abwrackwerft                                   |
| 101     | H 67, H 97, H 71, H 91, N 61             | 1962             | 15. Mai 1990        | Foreign Trade & Transport, Mainz               |
| 102     | H 14, H 68, H 13, N 01, H 98, H 91, N 81 | 1962             | 10. Mai 1990        | Bagger-, Bugsier- und Bergungsreederei Rostock |
| 125     | H 61, H 91, H 11, N 14                   | 1963             | 7. Oktober 1991     | Restaurantschiff in Rostock                    |
| 126     | H 63, H 93, H 31, N 91                   | 1963             | 12. Februar 1990    | Foreign Trade & Transport, Mainz               |
| 132     | H 65, H 95, H 51                         | 1963             | 24. November 1984   | Abwrackwerft                                   |